# ديفيد جوردن
ديفيد جوردن (بالإنجليزية: David Jordan)‏ هو مغني وكاتب أغاني بريطاني، ولد في 13 سبتمبر 1985 في Chipping Barnet ‏ في المملكة المتحدة.

## وصلات خارجية
- الموقع الرسمي
- ديفيد جوردن على موقع ميوزك برينز (الإنجليزية)
- ديفيد جوردن على موقع ديسكوغز (الإنجليزية)